# Дървесен дракон
Дървесните дракони (Diporiphora superba), наричани също великолепни двупорови австралийски агами, са вид влечуги от семейство Агамови (Agamidae).
Разпространени са в северозападните части на Австралия.